# Azad Qaraqoyunlu
Azad Qaraqoyunlu är en ort i Azerbajdzjan.   Den ligger i distriktet Tərtər Rayonu, i den centrala delen av landet, 240 kilometer väster om huvudstaden Baku. Azad Qaraqoyunlu ligger 119 meter över havet och antalet invånare är 2 487.
Terrängen runt Azad Qaraqoyunlu är platt, och sluttar brant österut. Runt Azad Qaraqoyunlu är det ganska tätbefolkat, med 129 invånare per kvadratkilometer.. Närmaste större samhälle är Barda, 12,8 kilometer nordost om Azad Qaraqoyunlu.
Trakten runt Azad Qaraqoyunlu består till största delen av jordbruksmark.